# 黒薔薇VS黒薔薇
『黒薔薇VS黒薔薇』（原題: 92黑玫瑰對黑玫瑰、英題: 92 The Legendary La Rose Noire）は1992年に製作された香港映画。日本では1993年12月18日に劇場公開された。

## スタッフ
- 監督：ジェフ・ラウ
- 脚本：ケイオン（ジェフ・ラウのペンネーム）
- 製作：ローラ・フー
- 音楽：ローウェル・ロー
- 撮影：チャン・ユンガイ

## 出演
- レオン・カーフェイ - 呂奇（ロイケイ）
- マギー・シュウ - 黄蝴蝶（ウオン）
- テレサ・モウ - 甄慧娟（キュン）
- フォン・ボーボー - 飄紅（ホン）
- ウォン・ワンシー - 艶芬（ファン）

## 主な受賞
- 第12回香港電影金像奨（1993年）
  - 最優秀主演男優賞（レオン・カーフェイ）
  - 最優秀助演女優賞（フォン・ボーボー）

## DVD
- 2007年2月7日に、キングレコードから日本版DVDが発売された。それに先駆けて1995年にビデオが発売されており、DVD化はこれが初である。

## 関連作品
- 黒薔薇VS黒薔薇II（玫瑰玫瑰我愛你） - 本作の続編にあたるが、レオン・カーフェイ演ずるロイケイ刑事が登場する以外には、特につながりはなくキャストも一新されている。
- ツインローズ（見習黑玫瑰） - 同じく伝説の怪盗「黒薔薇」を背景とした作品。また本作に出ていたテレサ・モウが出演している。